# Tigranes el Joven

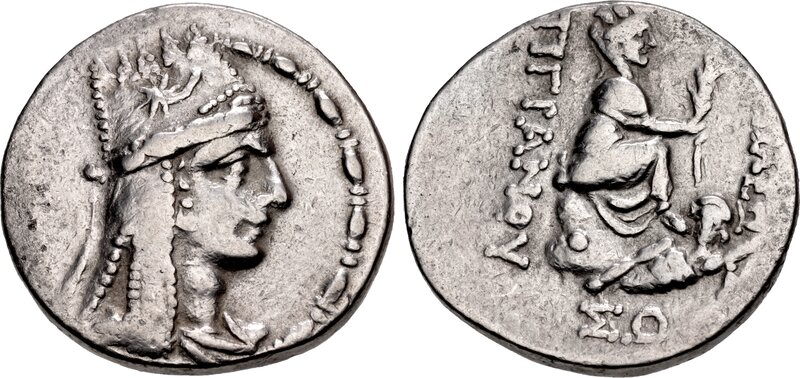
Monedas con la figura de Tigranes el Joven

Tigranes el Joven (en armenio: Տիգրան) fue un príncipe artáxida, hijo rebelde de Tigranes II de Armenia y rey de Sofene en el 65 a. C..

## Historia
Era el tercer hijo de Tigranes II y su esposa Cleopatra, hija de Mitrídates VI de Ponto. Impaciente por reinar, en el 65 a. C. se rebeló contra su padre cuando aquel estaba luchando con la República romana. Tigranes II creyó que Mitrídates VI conspiraba con su nieto y le prohibió refugiarse en su reino, forzándolo a huir a Cólquida.
Mientras el procónsul Cneo Pompeyo Magno estaba en Capadocia, el príncipe huyó con Fraates III, rey de Partia, llevándose algunos nobles partidarios. El rey parto dudo sobre ayudarlo o no, porque había logrado un acuerdo con Pompeyo, pero finalmente decidió invadir Armenia. Durante ese exilio se casó con una hija de Fraates III. Sometió todo el territorio hasta llegar a Artaxata, capital armenia que tomó por asalto, sin embargo, Tigranes II huyó a las montañas en vez de rendirse. Después de esta victoria, Fraates III se devolvió a Partia, dejando una pequeña fuerza para ayudar al príncipe, lo que permitió al rey armenio reconquistar su reino. El príncipe derrotado huyó con su abuelo materno, pero al saber que había sido vencido por los romanos y viéndose solo, decidió pedir ayuda a Pompeyo. De este modo, poco después el príncipe sirvió de guía en una expedición romana contra su padre, encontrándose con el general cerca del Araxes. Por aquel entonces, el procónsul deseaba castigar al rey armenio por haber apoyado a Mitrídates VI.
Alarmado porque los romanos habían cruzado el Araxes y estaban cerca de su capital, Tigranes II le entregó los embajadores de Mitrídates VI a Pompeyo, luego rindió la ciudad y se presentó voluntariamente en el campamento romano junto a sus parientes y amigos. Al presentarse de forma humildemente vestida ante Pompeyo, el rey consiguió conmover al general romano, quien le invitó a cenar. Aparentemente se bajo de su caballo y desenvainó su espada al llegar al campamento, luego, en presencia de Pompeyo se quitó su tiara y quiso suplicar de rodillas. El general no le dejó, le dio la mano y le hizo sentarse a su lado.
En el mismo acto estaba Tigranes el Joven, quien no saludo a su padre y se negó a asistir a la cena, aunque fue invitado, perdiendo el favor de Pompeyo. Posteriormente, el general escuchó las demandas de ambas partes y le devolvió su reino a Tigranes II, a excepción de las conquistas más recientes, como Capadocia y Siria; al hijo le entregó solamente Sofene y Corduene, y que debía reconocerlo como sucesor. También debería pagar 6.000 talentos como indemnización de guerra. Luego hubo disputas por el tesoro real y Tigranes el Joven conspiró para robarse el tesoro y huir, sin embargo, Pompeyo se enteró e hizo encarcelar al príncipe, aunque en condiciones dignas de la realeza, y entregó la riqueza al padre. Como los guardias se negaron a entregarlo porque aducían que le pertenecía al hijo, Pompeyo se enojó, hizo entregar por la fuerza el tesoro a Tigranes II y encarceló al Tigranes el Joven.
De este modo, el viejo Tigranes II aseguró su reino y riqueza y Pompeyo pasó el invierno en Armenia. Luego el rey fue nombrado aliado de Roma y su hijo enviado prisionero a esa ciudad, quedando reservado para el triunfo del general. Poco después, Fraates III envió embajadores pidiendo la liberación del príncipe y sellar la frontera entre Roma y Partia en el Éufrates. Pompeyo aceptó lo segundo, pero se negó a lo primero. Luego, en respuesta a que Fraates III había invadido Corduene, envió a su legado, Lucio Afranio, a expulsarlo y perseguirlo hasta Arbela. Tanto Corduene como Sofene acabaron por ser entregadas a Ariobarzanes I de Capadocia. En el 61 a. C., Tigranes el Joven fue exhibido en el triunfo de Pompeyo (y posiblemente ejecutado al final de forma ritual).

### Clásicas
De las obras antiguas, los libros son citados con números romanos y capítulos y/o párrafos con indios.
- Apiano. Guerras mitridáticas. Libro XII de Historia romana. Digitalizado por Perseus. Basado en traducción griego antiguo-inglés por Horace White, Londres: MacMillan & Co., 1913.
- Dion Casio. Historia romana. Libro XXXVI. Digitalizado por UChicago. Basado en traducción griego antiguo-inglés por Earnest Cary, Loeb Classical Library, volumen 5, 1917.
- Plutarco. Vida de Pompeyo. Parte de Vidas paralelas. Digitalizado por UChicago. Basada en traducción de latín-inglés por Bernadotte Perrin, volumen II de la Loeb Classical Librery, 1914. En español en

### Moderna
- Toumanoff, Cyrille (1990). Les dynasties de la Caucasie chrétienne de l'Antiquité jusqu'au xixe siècle: Tables généalogiques et chronologiques (en francés). Roma: s/i.

- Datos: Q3528340